# Costera-Opellora
Pour les articles homonymes, voir Costera.
Costera en espagnol ou Opellora en basque, est une commune ou contrée de la municipalité d'Ayala dans la province d'Alava dans la Communauté autonome basque.

## Démographie
| 2000 | 2001 | 2002 | 2003 | 2004 | 2005 | 2006 | 2007 |
| ---- | ---- | ---- | ---- | ---- | ---- | ---- | ---- |
| 25   | 25   | 30   | 30   | 28   | 29   | 29   | 27   |